# Janet Hering
Janet Gordon Hering (nacida en 1958) es directora del Instituto Federal Suizo de Ciencia y Tecnología Acuáticas y profesora de biogeoquímica en ETH Zurich y EPFL (École Polytechnique Fédérale de Lausanne). Trabaja en el ciclo biogeoquímico de los oligoelementos en el agua y en la gestión de infraestructuras hídricas.
Hering fue elegida miembro de la Academia Nacional de Ingeniería en 2015 por sus contribuciones a la comprensión y práctica de la eliminación de contaminantes inorgánicos del agua potable.
Es miembro de la junta de revisión de la revista Science.

## Primeros años de vida
Hering creció en la ciudad de Nueva York. Estudió química en la Universidad de Cornell y se graduó en 1979. Fue becaria de verano en Mobil. Ingresó en la Universidad de Harvard para sus estudios de posgrado, obteniendo un máster en química en 1981 y comenzó su trabajo de posgrado en química orgánica. Hering se dio cuenta de que prefería las ciencias ambientales y se mudó al Instituto Tecnológico de Massachusetts y al Instituto Oceanográfico Woods Hole para sus estudios de posgrado. Completó su tesis doctoral "La cinética y la termodinámica de la complejación del cobre en sistemas acuáticos" en 1988. Su supervisor, François Morel, describió su investigación como "un trabajo elegante sobre la cinética sorprendentemente lenta de algunas reacciones entre metales traza y agentes complejantes orgánicos en agua natural". Describió la química acuática asociada a la preparación de Aquil, un cultivo artificial de algas, y la coordinación de los metales de transición en el agua de mar. En el MIT, Hering conoció a Werner Stumm, que le ofreció un puesto de posdoctorado en el EAWAG.

## Investigación y carrera
Hering se incorporó al Instituto Federal Suizo de Ciencia y Tecnología Acuática (EAWAG) como investigadora. Coordinó varios intercambios científicos y dirigió conferencias internacionales. Fue coautora del libro de texto Principles and Applications of Aquatic Chemistry con François Morel en 1993. El libro fue descrito por David Sedlak como "una obra maestra que ha influido en la forma de enseñar la química del agua"
Hering se trasladó a la Universidad de California en Los Ángeles en 1991 y fue nombrada profesora asociada en 1995. Por aquel entonces, el arsénico en el suministro de agua se convirtió en una preocupación mundial. La Organización Mundial de la Salud recomendó un valor de sólo 10 μg por litro, ya que puede causar enfermedades de la piel y cáncer. Hering se incorporó al Instituto Tecnológico de California en 1996, donde trabajó hasta 2006. Su trabajo contó con el apoyo de la Fundación Nacional de Ciencia. Estudió la oxidación del arsénico en el acueducto de Los Ángeles, en particular en Hot Creek. Hot Creek es una zona geotérmica en la que el arsénico se encuentra en altas concentraciones a medida que se desprende del magma. El estado de oxidación del arsénico influye en su toxicidad y movilidad, así como en la facilidad con la que se puede eliminar con un tratamiento. Al controlar la cantidad de arsénico en varias posiciones aguas abajo, Hering descubrió que la concentración permanecía constante, pero el estado de oxidación cambiaba. Controlando la cantidad de arsénico en varias posiciones río abajo, Hering descubrió que el arsénico era oxidado en arsénico (V) por un agente biológico conocido como macrófito. Monitorizó el lago Owens, que fue uno de los más grandes de California pero que se ha secado desde que se construyó el acueducto de Los Ángeles. El lecho polvoriento del lago da lugar a partículas grandes (> 10 μm) de polvo con alto contenido de arsénico en el aire que pueden viajar lejos y ser inhaladas. Hering trabajó estrechamente con el Departamento de Agua y Energía de Los Ángeles para mitigar el arsénico en su cuenca. Ha seguido estudiando la contaminación por arsénico del agua y las formas de eliminar el arsénico del agua potable. Descubrió que era posible eliminar el arsénico del agua mediante la coagulación con óxido férrico y alumbre. La eliminación completa del óxido de arsénico (V) podía conseguirse con dosis de 5 mg/L de óxido férrico. También ha investigado las membranas de ósmosis inversa y nanofiltración, así como en superficies de manganita. Prestó testimonio ante el Subcomité Especial de Investigación sobre el Arsénico de la Agencia de Protección del Medio Ambiente de los Estados Unidos y formó parte del Consejo Asesor Científico. Fue elegida miembro de las Academias Nacionales de Ciencias, Ingeniería y Medicina en 2015.
En 2007 regresó a la ETH Zurich, donde fue nombrada Profesora de Biogeoquímica Ambiental y se convirtió en Directora de la EAWAG. En la EAWAG, Hering es responsable de un presupuesto anual de 48 millones de dólares, 300 empleados y 100 estudiantes graduados. Fue la primera mujer en ser nombrada directora de un instituto de investigación federal suizo. Fue nombrada profesora de química ambiental en la EPFL en 2010. Desde su regreso a Suiza, Hering ha trabajado en la calidad y gestión del agua, además de promover la colaboración entre académicos. Es investigadora del Centro de Investigación de Ingeniería para Reinventar la Infraestructura de Agua Urbana de la Nación (ReNUWIt) de la Fundación Nacional de Ciencias. Hering ha escrito sobre la necesidad de una mayor intermediación del conocimiento y de formas de utilizar la ciencia interdisciplinaria para abordar los retos de la sociedad. En particular, Hering ha ofrecido que si se sintetizara la investigación sobre el agua, sería posible alcanzar los Objetivos de Desarrollo Sostenible.
Fue nombrada miembro honorario del IHE Delft Institute for Water Education en 2017 y miembro de la Sociedad Geoquímica en 2018. Fue galardonada con el Premio Clarke del Instituto Nacional de Investigación del Agua en 2018. Es la presidenta del foro de mujeres profesoras de ETH Zurich.